# Rhynchostegium serrulatum
Rhynchostegium serrulatum là một loài Rêu trong họ Brachytheciaceae. Loài này được (Hedw.) A. Jaeger miêu tả khoa học đầu tiên năm 1878.